# Anormenis pyralina
Anormenis pyralina är en insektsart som först beskrevs av Ernst Friedrich Germar 1821.  Anormenis pyralina ingår i släktet Anormenis och familjen Flatidae. Inga underarter finns listade i Catalogue of Life.